# Purpur-Wicke
Die Purpur-Wicke (Vicia benghalensis), auch Bengalische Wicke oder Bengalen-Wicke genannt, ist eine Pflanzenart aus der Gattung Wicken (Vicia) in der Unterfamilie der Schmetterlingsblütler (Faboideae).

## Beschreibung

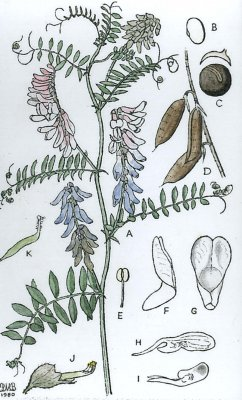
Illustration

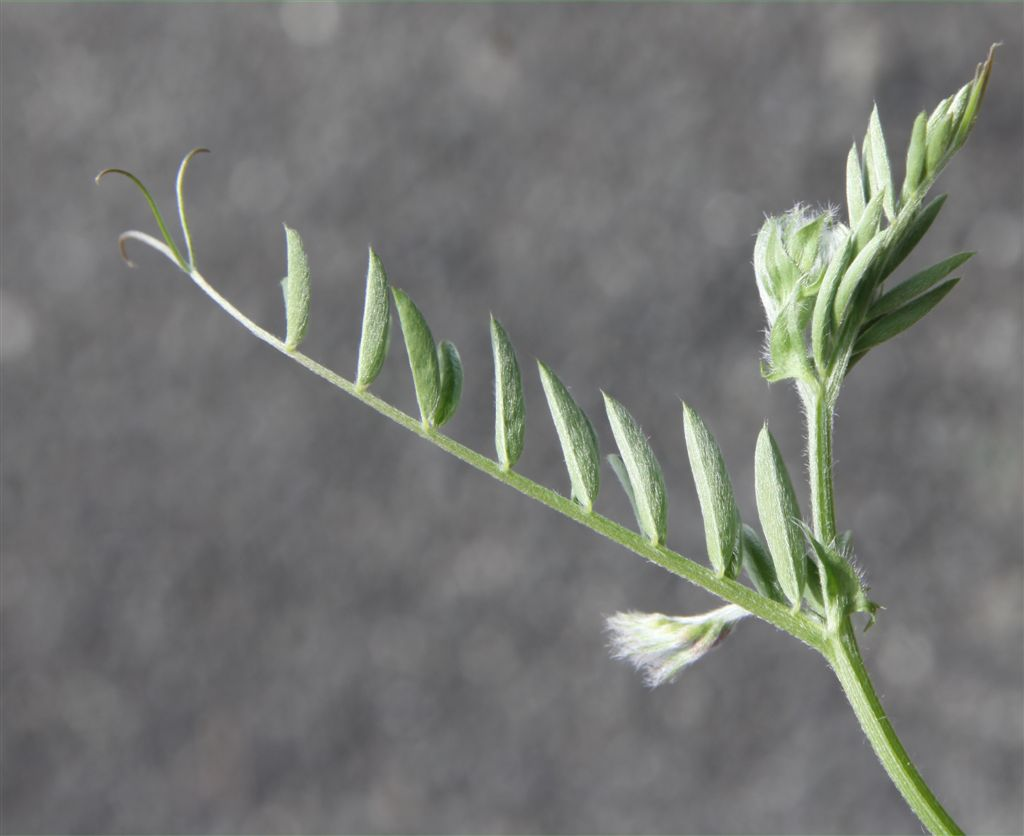
Stängel, Nebenblatt und gefiedertes Laubblatt mit Ranke

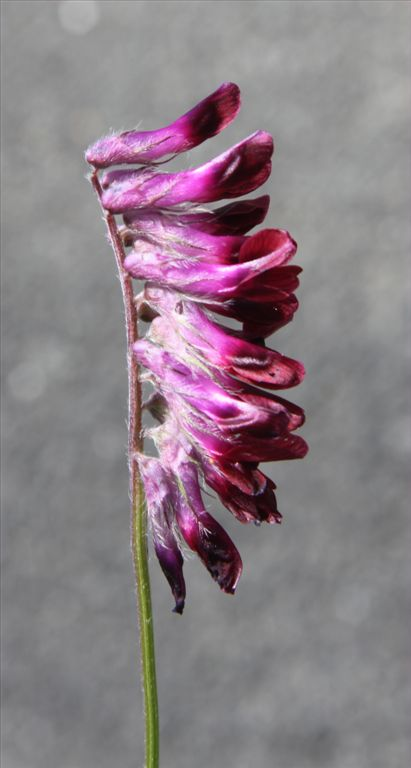
Einseitswendiger Blütenstand mit zygomorphen Blüten

### Vegetative Merkmale
Die Purpur-Wicke wächst als ein- oder zweijährige krautige Pflanze und erreicht Wuchshöhen von 20 bis 80 Zentimetern. Viele Pflanzenteile sind mit 0,5 bis 1,5 Millimeter langen Trichomen behaart (Indument). Ihre niederliegenden, aufsteigenden oder kletternden Stängel sind kantig und behaart.
Die wechselständig angeordneten Laubblätter sind selten 30 bis meist 35 bis 103 Millimeter lang und sitzend. Die gefiederte Blattspreite besitzt an der Blattrhachis sechs bis elf Paaren von Fiederblättchen und endet in einer verzweigten Ranke. Die beiderseits seidig behaarten Fiederblättchen sind bei einer Länge von 8 bis 28 Millimetern sowie einer Breite von 2 bis 6, selten bis zu 9 Millimetern elliptisch oder länglich-elliptisch mit stumpfem sowie bespitztem oberen Ende. Die Nebenblätter sind bei einer Länge von 5 bis 17 Millimetern sowie einer Breite von 2 bis 7 Millimetern lanzettlich und ganzrandig oder gezähnt.

### Generative Merkmale
Die Blütezeit reicht von März bis Juli. Der Blütenstandsschaft ist mit einer Länge von 3,5 bis 15 Zentimetern etwa so lang wie das zugehörige Laubblatt. Der Blütenstand enthält 4 bis 15 sitzende oder sehr kurz gestielte (1 bis 2 Millimeter) Blüten.
Die zwittrige Blüte ist zygomorph und fünfzählig mit doppelter Blütenhülle. Der 6 bis 10,5 Millimeter lange Kelch ist am Grunde ausgesackt, besitzt zehn Nerven und endet in ungleichen Kelchzipfeln. Die fünf Kelchzipfel sind lang behaart. Die Blütenkrone ist purpurfarben oder violett, an der Spitze dunkler und besitzt die typische Form einer Schmetterlingsblüte. Die Fahne ist 15 bis 18 Millimeter lang sowie 6 bis 7 Millimeter breit und damit länger als die Flügel. Die Flügel sind 13 bis 16 Millimeter lang sowie 2,5 bis 3 Millimeter breit. Das Schiffchen ist 12 bis 14 Millimeter lang sowie 2,1 bis 2,7 Millimeter breit. Die Staubfadenröhre endet am oberen Ende schief. Die Staubbeutel sind bei einer Länge von 0,3 bis 0,5 Millimetern elliptisch.
Die dicht behaarte Hülsenfrucht ist bei einer Länge von 21 bis, meist 25 bis 40 Millimetern sowie einer Breite von meist 8 bis 11 (7 bis 12) Millimetern länglich und abgeflacht; sie enthält zwei oder meist drei bis fünf Samen. Die Samen sind bei einer Länge von 3,5 bis 5,5 Millimetern ellipsoid oder länglich-ellipsoid.
Die Chromosomengrundzahl beträgt x = 7; es liegt Diploidie mit einer Chromosomenzahl von 2n = 14 vor.

## Vorkommen
Es gibt Fundortangaben für Westsahara, Marokko, Algerien, Tunesien, Madeira, die Azoren, die Balearen, Spanien, Portugal, Frankreich, Korsika, Italien, Sardinien, Sizilien, Malta und Griechenland. Auf den Kanaren, in Südamerika, in Australien und im südlichen Afrika ist die Purpur-Wicke ein Neophyt. Die Purpur-Wicke gedeiht im Mittelmeerraum auf Brachland und an Wegrändern.

## Taxonomie
Die Erstveröffentlichung von Vicia benghalensis erfolgte 1753 durch Carl von Linné in Species Plantarum, Tomus 2, S. 736. Das Artepitheton benghalensis bezieht sich auf Bengalen. Synonyme Vicia benghalensis L. sind: Vicia atropurpurea Desf., Cracca atropurpurea (Desf.) Gren. & Godr. Ein Homonym ist Vicia benghalensis Hort. ex Link, das in Enumeratio Plantarum Horti Regii Berolinensis Altera, 2, 1822, S. 239 veröffentlicht wurde.